# Bande Nere
Bande Nere – stacja metra w Mediolanie, na linii M1. Znajduje się na piazzale Giovanni dalle Bande Nere, w Mediolanie i zlokalizowana jest pomiędzy stacjami Gambara i Primaticcio. Została otwarta w 1975.